# تشيس توماس
تشيس توماس (بالإنجليزية: Chase Thomas)‏ هو لاعب كرة قدم أمريكية أمريكي، ولد في 10 يونيو 1989 في أتلانتا في الولايات المتحدة.

## وصلات خارجية
- تشيس توماس على موقع مرجع كرة القدم المحترفة.كوم (الإنجليزية)